# Live at Madison Square Garden 1978
Live at Madison Square Garden 1978 è un album dal vivo pubblicato nel 2009 dal gruppo rock progressivo inglese Jethro Tull. L'album presenta il concerto del 9 ottobre 1978 al Madison Square Garden di New York, il secondo dei tre spettacoli che la band tenne a New York nel corso del suo tour negli Stati Uniti iniziato il 1º ottobre al Coliseum di Hampton, Virginia. L'esibizione prevista per il giorno 11 venne cancellata per rispettare la ricorrenza religiosa ebraica dello Yom Kippur. Lo show della band qui raccolto venne ripreso e trasmesso in diretta televisiva mondiale transoceanica, passando alla storia come il primo concerto dal vivo made in U.S.A. mandato in onda in diretta dalla tv britannica. Un evento che Ian Anderson minacciò di far saltare quando la prima esibizione al Madison Square Garden di domenica 8 ottobre fu fastidiosamente disturbata da un assurdo scoppio di fuochi d'artificio e dal lancio di bulloni da parte del pubblico dietro il palco.
Nel CD e nel video si ripercorre la serata di trentuno anni prima dove la classica formazione degli anni settanta, Anderson, Barre, Evan, Palmer e Barlow, con l'aggiunta del bassista Tony Williams in sostituzione dello sfortunato John Glascock, deceduto l'anno successivo, ripropose il classico repertorio presente anche nel primo live del gruppo Bursting Out (1978).

## Tracce
1. Sweet Dream
2. One Brown Mouse
3. Heavy Horses
4. Thick as a Brick
5. No Lullaby (inc Flute Solo)
6. Songs from the Wood
7. Quatrain
8. Aqualung
9. Locomotive Breath (inc Dambusters March)
10. Too Old to Rock 'N' Roll: Too Young To Die
11. My God/Cross-Eyed Mary

## Formazione
- Ian Anderson - voce, flauto traverso, chitarra acustica, organo
- Martin Barre - chitarra elettrica
- John Evan - piano, sintetizzatore, organo
- David Palmer - tastiere
- Barriemore Barlow - batteria, glockenspiel
- Tony Williams - basso